# 王利庆

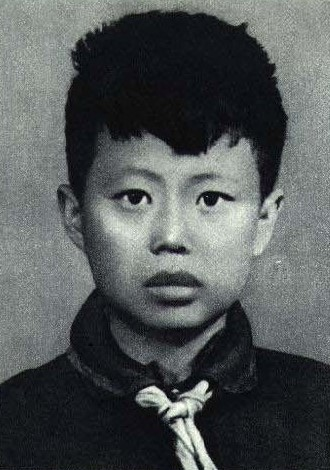
王利庆

王利庆（1951年—1966年9月17日），辽宁复县人。中华人民共和国少年英雄。

## 生平
西宁市贾小庄小学五年级学生。1966年9月17日，在洹水为抢救落水儿童英勇牺牲。中共青海省委、中共西宁市委、共青团青海省委、西宁市委作出决定，号召全省广大青少年学习。中共西宁市委授予“少年英雄”称号。1987年12月1日，西宁儿童公园专门制作王利庆雕塑，并树有碑文以示纪念。